# McCutchenville (Ohio)
McCutchenville é um lugar designado pelo censo localizado no condado de Wyandot no estado estadounidense de Ohio. No Censo de 2010 tinha uma população de 400 habitantes e uma densidade populacional de 55,26 pessoas por km².

## Geografia
McCutchenville encontra-se localizado nas coordenadas 40° 59′ 38″ N, 83° 15′ 11″ O. Segundo o Departamento do Censo dos Estados Unidos, McCutchenville tem uma superfície total de 7.24 km², da qual 7.2 km² correspondem a terra firme e (0.54%) 0.04 km² é água.

## Demografia
Segundo o censo de 2010, tinha 400 pessoas residindo em McCutchenville. A densidade populacional era de 55,26 hab./km². Dos 400 habitantes, McCutchenville estava composto pelo 98% brancos, o 0% eram afroamericanos, o 0% eram amerindios, o 0% eram asiáticos, o 0% eram insulares do Pacífico, o 2% eram de outras raças e o 0% pertenciam a duas ou mais raças. Do total da população o 3.5% eram hispanos ou latinos de qualquer raça.